# Modulatie (radio)
Modulatie is het combineren van een laagfrequent informatiesignaal met een draaggolf met een hogere frequentie, zodat een signaal ontstaat met een frequentieband rondom de frequentie van de draaggolf.
Stel dat een radio- of televisiesignaal direct zonder draaggolf draadloos wordt uitgezonden. Het audiosignaal dat door een microfoon wordt opgewekt, en frequenties onder 20 kHz bevat, zou dus dan met die frequenties worden uitgezonden. Er zou dan maar één zender tegelijk in bedrijf kunnen zijn, maar het grootste probleem is dat dergelijke frequenties zich niet goed voortplanten door de atmosfeer.
Dit probleem wordt opgelost door het bronsignaal met een draaggolf met een veel hogere frequentie over te brengen. Met een modulator wordt het signaal gesuperponeerd op een sinusvormige draaggolf, waaruit later door demodulatie het oorspronkelijke signaal weer kan worden teruggewonnen. Door gebruikmaking van draaggolven van verschillende frequenties kunnen verschillende zenders uitzenden zonder elkaar te storen en worden ze door de selectiviteit van de ontvanger uit elkaar gehouden. Door een hoogfrequente draaggolf te gebruiken krijgt het signaal de transmissiekwaliteiten om draadloos te worden uitgezonden, maar uiteraard kan het nog steeds door een draad- of glasvezelverbinding worden getransporteerd zoals bij kabeltelevisie.

## Redenen
Laagfrequente signalen hebben voor sommigen toepassingen grote nadelen waarvoor modulatie een oplossing kan bieden.
- De gebruikte spectra van verschillende bronnen overlappen elkaar. Verschillende zenders kunnen door modulatie draaggolven van verschillende frequenties uitzenden en zodoende uit elkaars 'vaarwater' blijven, de signalen worden door de selectiviteit van de ontvanger uit elkaar gehouden. (Zie ook FDM).
- Zeer laagfrequente signalen of langzaam variërende gelijkspanningen, zoals meetsignalen van sensoren, laten zich lastig accuraat versterken en overzenden. Ook hiervoor is modulatie een oplossing.
- Voor het verkrijgen van een goede selectiviteit worden in de superheterodyne alle signalen omgezet naar eenzelfde frequentie.

## Draaggolf
De draaggolf {\displaystyle c(t)} is een zuiver sinusvormig signaal, met een frequentie {\displaystyle f}, veel hoger dan de hoogste in het bronsignaal {\displaystyle x(t)} voorkomende frequentie. Voor de draaggolf geldt:
{\displaystyle c(t)=A\cos(\omega t+\varphi )},
waarin {\displaystyle A} de amplitude is van de draaggolf, {\displaystyle \omega =2\pi f} de hoekfrequentie en {\displaystyle \varphi } de fasehoek.
In beginsel ontstaan de mogelijkheden voor modulatie door het variëren van een van de parameters. Bij variatie van de amplitude {\displaystyle A} spreekt men van amplitudemodulatie, bij variatie van de frequentie {\displaystyle f} van frequentiemodulatie en bij variatie van de fasehoek {\displaystyle \varphi } van fasemodulatie. Daarbij zorgt men er in de praktijk voor dat de variaties niet te groot zijn, zodat de gunstige draaggolfeigenschappen behouden blijven. Het gevolg is dat de gemoduleerde signalen lokaal, dat wil zeggen gedurende enkele perioden van de draaggolf op een harmonisch signaal lijken met de bij de modulatievorm behorende amplitude en frequentie.

### Vermogen
Voor een sinusvormige draaggolf met een topspanning {\displaystyle {\hat {u}}_{hf}} geldt:
{\displaystyle u_{c}(t)={\hat {u}}_{hf}\cos(\omega _{hf}t)},
Het draaggolfvermogen volgt uit de effectieve waarde van de (sinusvormige) draaggolf, en de weerstand R waarin het vermogen wordt gedissipeerd. De effectieve waarde van de spanning is:
{\displaystyle u_{c}={\frac {{\hat {u}}_{hf}}{\sqrt {2}}}}
en het draaggolfvermogen bedraagt dus:
{\displaystyle P_{c}=\left({\frac {{\hat {u}}_{hf}}{\sqrt {2}}}\right)^{2}{\frac {1}{R}}={{\hat {u}}_{hf}^{2} \over 2R}}

## Amplitudemodulatie (AM)

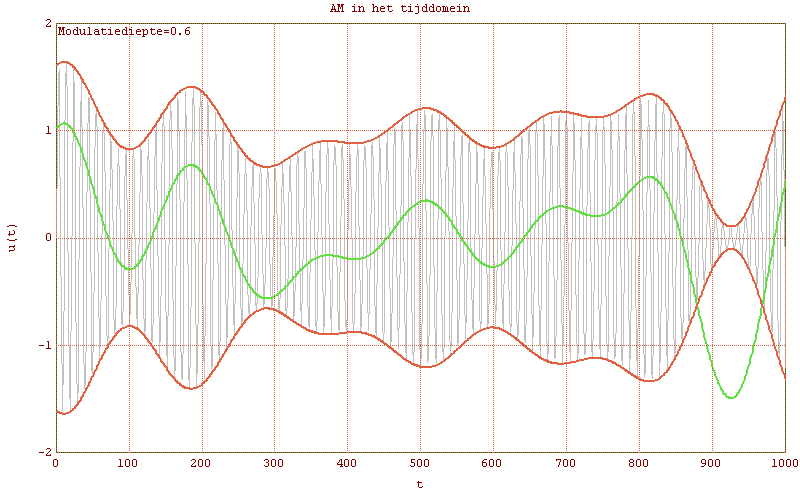
afbeelding 1: Amplitudegemoduleerd signaal
Oorspronkelijk signaal
gemoduleerde draaggolf
fictieve omhullende van draaggolf

Amplitudemodulatie (AM) is de oudste vorm van modulatie, de detectie is namelijk zeer eenvoudig uit te voeren.
In de simpelste vorm bestaat AM uit het herhaaldelijk in- en uitschakelen van de zender. Door de schakeltijden te variëren kunnen codes als morse worden verstuurd. Deze mode duidt men over het algemeen aan met CW wat staat voor continuous wave. Overdracht van geluid door middel van AM gebeurt door de amplitude van de draaggolf geleidelijk te veranderen, gestuurd door de amplitude van het LF-signaal.

### Karakteristieken
Een amplitudegemoduleerd signaal v(t) is van de vorm:
{\displaystyle v(t)=A(t)\cos(\omega t)},
met A(t) een lineaire functie van het bronsignaal, dus
{\displaystyle A(t)=a+bx(t)}.
In afbeelding 1 is zichtbaar dat het signaal (lichtgrijs) lokaal rond elke t een sinus lijkt met frequentie {\displaystyle 2\pi \omega } en amplitude A(t).

### AM-zijbanden
Er ontstaan bij het moduleren signaalcomponenten met nieuwe frequenties.
Uit de goniometrische 'standaard' betrekkingen
- {\displaystyle \cos(\alpha +\beta )=\cos(\alpha )\cos(\beta )-\sin(\alpha )\sin(\beta )}
- {\displaystyle \cos(\alpha -\beta )=\cos(\alpha )\cos(\beta )+\sin(\alpha )\sin(\beta )}

kan door optellen worden afgeleid dat:
{\displaystyle \cos(\alpha )\cos(\beta )={\frac {1}{2}}\cos(\alpha -\beta )+{\frac {1}{2}}\cos(\alpha +\beta )}
Door nu voor A(t) een cosinusvorm te kiezen kan het resulterende signaal worden geschreven als:
{\displaystyle v(t)={{{\hat {u}}_{lf}{\hat {u}}_{hf}} \over 2}\lbrace \cos((\omega _{hf}-\omega _{lf})t)+\cos((\omega _{hf}+\omega _{lf})t)\rbrace }
Hierin zijn {\displaystyle {\hat {u}}_{hf}} en {\displaystyle {\hat {u}}_{lf}} de respectievelijke topwaarden van de draaggolf en
het LF-signaal, en {\displaystyle \omega _{hf}} en {\displaystyle \omega _{lf}} de respectievelijke hoekfrequenties.
Door de vermenigvuldiging van de drager en het signaal ontstaan som- en verschilfrequenties. De uitkomst representeert een zogenaamd dubbelzijbandsignaal, het bestaat uit alleen de zijbanden (rood in afbeelding 2). Merk op dat de draaggolf en het laagfrequent signaal niet als zodanig in deze uitkomst voorkomen, en dat het vermogen van de draaggolf en het LF-signaal volledig in de zijbanden is opgegaan. Alle informatie uit het LF-signaal is aanwezig in elke zijband. Om vermogen te besparen wordt daarom soms slechts één zijband uitgezonden, men spreekt dan van enkelzijbandmodulatie (EZB) of single sideband (SSB) er wordt dan nader gespecificeerd of het gaat om de lage (LSB) of de hoge (USB) zijband.
In de afbeelding is te zien dat de onderste zijband is gespiegeld, het geluidsspectrum is in deze zijband omgedraaid. Wanneer met een USB-ontvanger naar een LSB-signaal wordt geluisterd lijken mensen dan ook een vreemde taal te spreken.
Een 'normale' AM-zender zendt naast de genoemde zijbanden ook de draaggolf zelf uit. Dit type signaal (een 'echt' AM-signaal) wordt voorgesteld door:
{\displaystyle v(t)=(1+m){\hat {u}}_{hf}\cos(\omega _{hf}t)}
Hierin is m de modulatiediepte:
{\displaystyle m={{\hat {u}}_{lf} \over {\hat {u}}_{hf}}}
ze stelt de verhouding tussen de amplituden van de draaggolf en het laagfrequent signaal voor. De waarde van m loopt van nul (de draaggolf is ongemoduleerd) tot maximaal 1 (de draaggolf is volledig gemoduleerd).
Door invullen van m kan het AM-signaal daarmee worden geschreven als:

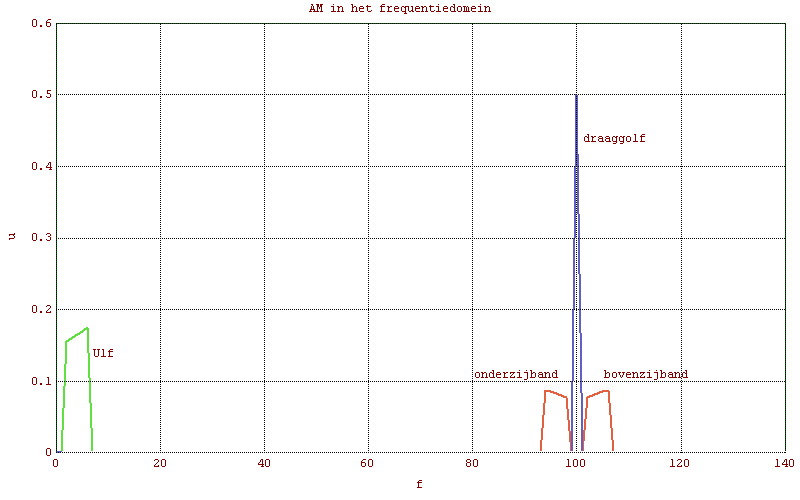
afbeelding 2: Frequentiespectrum van amplitudemodulatie

{\displaystyle v(t)={\hat {u}}_{hf}\cos(\omega _{hf}t)+{{m{\hat {u}}_{hf}} \over 2}\lbrace \cos((\omega _{hf}+\omega _{lf})t)+\cos((\omega _{hf}-\omega _{lf})t)\rbrace }

### AM-vermogen
Het vermogen in de AM-draaggolf wordt beschreven door:
{\displaystyle P_{c}={{\hat {u}}_{hf}^{2} \over 2R}}
De effectieve waarde van het zijbandsignaal is -bij een sinusvormig modulerend signaal- dus
{\displaystyle u_{z}={{m{\hat {u}}_{hf}} \over {2{\sqrt {2}}}}}
En het in een weerstand R ontwikkelde vermogen is
{\displaystyle P_{z}={({{{m{\hat {u}}_{hf}} \over {2{\sqrt {2}}}})^{2}} \over R}}
of
{\displaystyle P_{z}={{({m{\hat {u}}_{hf}})^{2}} \over 8R}={{m^{2} \over 4}{{\hat {u}}_{hf}^{2} \over 2R}}={{m^{2} \over 4}P_{c}}}
Zodat voor het totale vermogen van een AM-signaal (met sinusvormig modulatiesignaal) geldt:
{\displaystyle P_{am}=\left(1+{m^{2} \over 2}\right)P_{c}}
Omdat het relatief gemakkelijk is om de topwaarde van een HF-signaal te bepalen -in tegenstelling tot bijvoorbeeld de effectieve waarde- is het gebruikelijk om met name het vermogen uit te drukken in die topspanning. Dit in tegenstelling met de 'gewone' elektronica waar men het liefst in termen van Ueff rekent.
In de praktijk wordt vaak een andere maat voor het AM-vermogen gebruikt: het PEP-vermogen (Eng. Peak Envelope Power). Hierbij wordt de topwaarde van het gemoduleerde signaal -ook wel de omhullende (envelope)- als spanning genomen in de 'gewone' vermogensberekening, die eigenlijk berust op de effectieve waarde. Het feitelijke vermogen is dus lager dan het PEP-vermogen. In afbeelding 1 is een AM-signaal te zien, het modulerend signaal is groen en de rode lijnen vormen de omhullende (Eng. Envelope). Het PEP-vermogen van de zender is dus gebaseerd op de extreme waarden van de rode lijnen.

## Frequentiemodulatie (FM)
Bij FM wordt de momentane hoekfrequentie van de draaggolf veranderd in relatie met de amplitude van het laagfrequent signaal. Over het algemeen gebruikte FM-signalen zijn echter feitelijk een vorm van hoekmodulatie.
Bij hoekmodulatie heeft het gemoduleerde signaal v(t) de vorm:
{\displaystyle v(t)=A\cos(h(t))},
waarin h(t) zo gekozen wordt dat
- de draaggolfeigenschappen bewaard blijven
- er een relatie is met het bronsignaal

Bij deze modulatievorm worden zowel de frequentie als de fase van het signaal beïnvloed, aangezien
{\displaystyle \omega _{mom}={{d\phi } \over {dt}}}
Men spreekt traditioneel echter van frequentiemodulatie (FM) als de momentane hoekfrequentie (de afgeleide van h(t)) een lineaire functie is van het bronsignaal. Dus als:
{\displaystyle h'(t)=a+bx(t)}.
Men kiest meestal voor a de hoekfrequentie van de draaggolf, zodat:
{\displaystyle h(t)=\omega t+b\int x(t)dt}
en
{\displaystyle v(t)=A\cos \left(\omega t+b\int x(t)dt\right)}.
Strikt genomen wordt hier de fase van de draaggolf gemoduleerd en zou men dus van fasemodulatie (PM) moeten spreken.
Het signaal is wel genoteerd met behulp van een cosinus, maar is geen cosinus in de tijd. Door de condities echter die men bij modulatie hanteert, is de variatie in frequentie relatief gering, waardoor het signaal lokaal rond t een (co)sinus lijkt met vaste amplitude A en momentane hoekfrequentie {\displaystyle \omega +bx(t)}.
Voor "echte" FM zou men de hoekfrequentie moeten variëren, dus:
{\displaystyle h(t)=w(t)t}
moeten kiezen, met voor w(t) een voor de hand liggende keuze:
{\displaystyle w(t)=w+qx(t)} of {\displaystyle w(t)=w(1+qx(t))}.
Dit houdt echter in dat de momentane hoekfrequentie afhangt van zowel het bronsignaal zelf als van de afgeleide daarvan, zodat demodulatie moeilijk is.

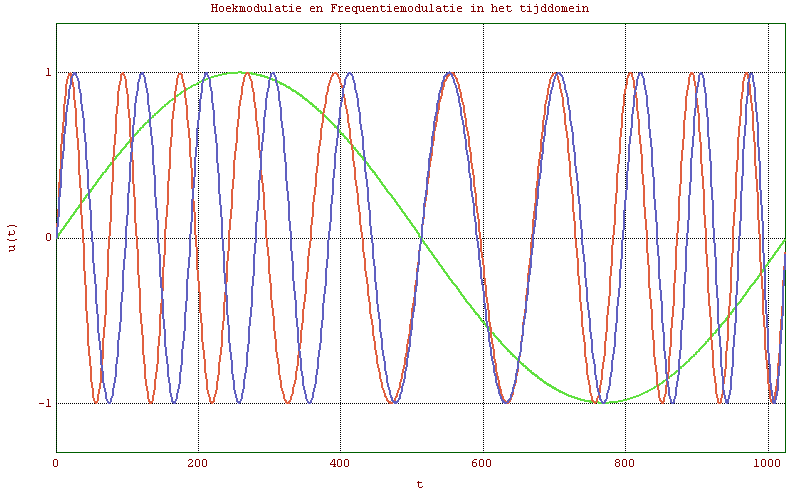
afbeelding 3: Frequentiegemoduleerd signaal (blauw) en hoekgemoduleerd signaal (rood) in het tijddomein

In afbeelding 3 is het verschil tussen hoekmodulatie (rood) en frequentiemodulatie (blauw) duidelijk te zien. De praktische uitvoering van FM geschiedt over het algemeen door de oscillator van de draaggolf te beïnvloeden, zodat de opgewekte frequentie op de gewenste manier varieert met het bronsignaal (groen).

### FM-zijbanden

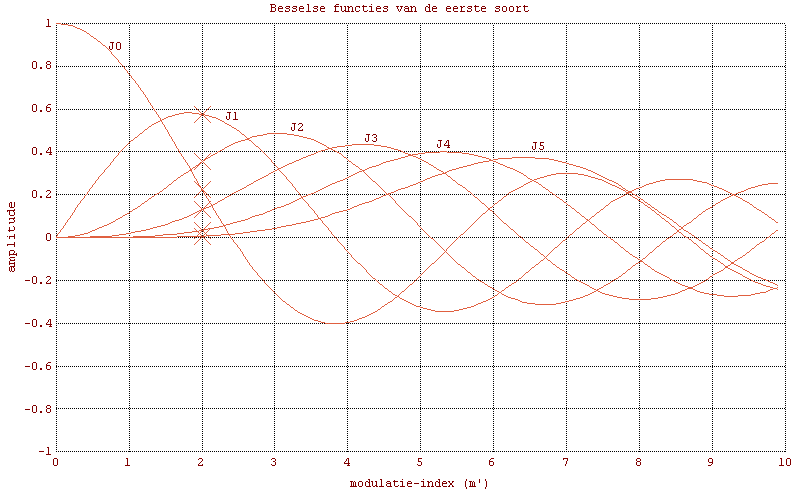
afbeelding 4: Besselse functies

Ook bij FM ontstaan zijbanden. Wanneer we voor de frequentiezwaai van het signaal {\displaystyle \Delta \omega } schrijven, kan bij hoekmodulatie met een cosinusvormig signaal het argument worden geschreven als:
{\displaystyle h(t)=\int _{0}^{t}{\omega _{hf}+\Delta \omega _{hf}\cos(\omega _{lf}t)dt}}
en dus ook als:
{\displaystyle h(t)=\omega _{hf}t+{{{\Delta \omega _{hf}} \over \omega _{lf}}\sin(\omega _{lf}}t)+h_{0}}
De gemoduleerde draaggolf (met amplitude A) kan dus behoudens de integratieconstante {\displaystyle h_{0}} geschreven worden als:
{\displaystyle v(t)=A\sin \left(\omega _{hf}t+{{{\Delta \omega _{hf}} \over \omega _{lf}}\sin(\omega _{lf}})\right)}
De verhouding tussen de frequentiezwaai van het FM-signaal en de hoeksnelheid van het modulerende signaal noemt men de modulatieindex.
{\displaystyle m'={{\Delta \omega _{hf}} \over \omega _{lf}}}
Met deze modulatieindex (m') kan voor het signaal worden geschreven:
{\displaystyle v(t)=A\sin(\omega _{hf}t+{{m'}\sin(\omega _{lf}}))}
Na omwerken tot
{\displaystyle v(t)=A\left\lbrace \sin(\omega _{hf}t)\cos({m'}\sin(\omega _{lf}t))+\cos(\omega _{hf}t)\sin({m'}\sin(\omega _{lf}t))\right\rbrace }
en substitutie van
{\displaystyle \cos({m'}\sin(\omega _{lf}t))=J_{0}(m')+2\sum _{n=0}^{\inf }{J_{2n}(m')\cos(2n\omega _{lf}t)}}
en
{\displaystyle \sin({m'}\sin(\omega _{lf}t))=2\sum _{n=0}^{\inf }{J_{2n+1}(m')\sin((2n+1)\omega _{lf}t)}}
ontstaat de volgende vorm voor het signaal:
{\displaystyle {\begin{matrix}v(t)=\\AJ_{0}(m')+\\AJ_{1}(m')\left[\sin((\omega _{hf}+\omega _{lf})t)-\sin((\omega _{hf}-\omega _{lf})t)\right]+\\AJ_{2}(m')\left[\sin((\omega _{hf}+2\omega _{lf})t)-\sin((\omega _{hf}-2\omega _{lf})t)\right]+\\AJ_{3}(m')\left[\sin((\omega _{hf}+3\omega _{lf})t)-\sin((\omega _{hf}-3\omega _{lf})t)\right]+\\AJ_{4}(m')\left[\sin((\omega _{hf}+4\omega _{lf})t)-\sin((\omega _{hf}-4\omega _{lf})t)\right]+\\\dots +\\AJ_{n}(m')\left[\sin((\omega _{hf}+n\omega _{lf})t)-\sin((\omega _{hf}-n\omega _{lf})t)\right]\end{matrix}}}
Hierin is {\displaystyle J_{n}(m')} de Besselse functie van de eerste soort en orde n. De interpretatie hiervan is dat de zijbanden van een FM-signaal zich oneindig ver uitstrekken om de draaggolf heen, en dat ze samen met de draaggolf een amplitude hebben die wordt bepaald door de Besselse functies van het eerste soort. Het domein van de Besselse functie is in deze de modulatie-index, in afbeelding 4 zijn de respectievelijke functies afgebeeld, de functiewaarden voor m'=2 zijn gemarkeerd.
Afbeelding 5 laat het bij m'=2 horende frequentiespectrum zien.

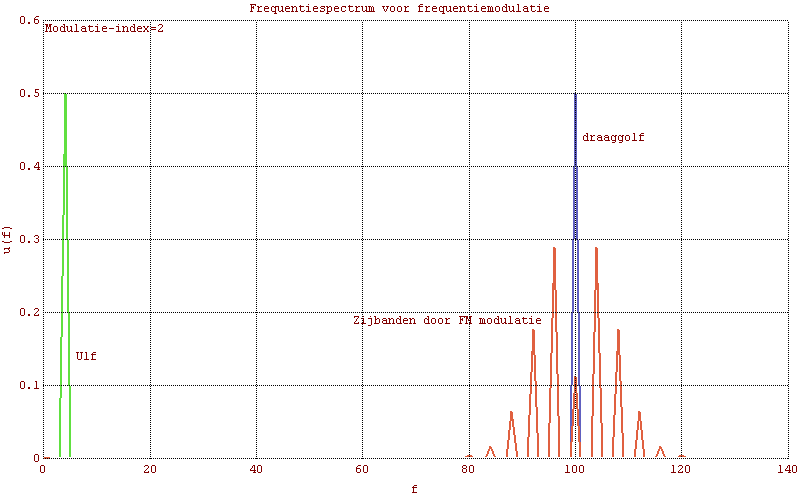
afbeelding 5: Frequentiespectrum van frequentiemodulatie

We zien hier dat de amplitude van de component op de draaggolffrequentie inderdaad gelijk is aan ongeveer 0,11 (J0(2) * draaggolfamplitude).
Voor de bandbreedte van een FM-signaal kan worden opgemerkt dat de modulatieindex een graadmeter blijkt te zijn voor de breedte van gemiddelde signalen. "Het aantal benodigde zijbanden is gelijk aan m'+1" is een vaak gebruikte vuistregel.

### FM-vermogen
Het blijkt in de praktijk dat voor normale waarden van m' het vermogen van de draaggolf niet verandert door de frequentie te moduleren. Dit is aannemelijk omdat voor elke momentane frequentie de uitdrukking voor het vermogen hetzelfde blijft. Het vermogen wordt wel verspreid over een bepaalde bandbreedte, waardoor in sommige situaties het gemeten vermogen wel verandert.

## Andere vormen
De meeste andere vormen van modulatie zijn in essentie speciale vormen van AM of FM, dan wel een combinatie van beide. Dit geldt niet voor pulsbreedtemodulatie en pulspositiemodulatie.
Naast AM en FM onderscheidt men nog:
- Single-sideband modulation (SSB)
- Vestigial-sideband modulation (VSB, or VSB-AM)
- Quadrature amplitude modulation (QAM)
- Orthogonal frequency division modulation (OFDM), dat ook wel bekendstaat als Discrete multitone modulation (DMT)
- Wavelet modulatie
- Ringmodulatie

Als OFDM wordt gebruikt in combinatie met kanaalcodeertechnieken, wordt het omschreven als Coded orthogonal frequency division modulation (COFDM).
Pulsmodulatietechnieken zijn onder andere:
- Pulscodemodulatie (PCM)
- Pulsbreedtemodulatie (PWM)
- Pulsamplitudemodulatie (PAM)
- Pulspositiemodulatie (PPM)

## Modulatie van digitale signalen
Als een signaal een eenvoudige, langzame aan/uit indicatie heeft zoals in morsecode of in radioteletype (RTTY), wordt modulatie ook wel aangeduid met het Engelse keying zoals in de volgende termen:
- Amplitude-shift keying (ASK)
- Frequency-shift keying (FSK), zie ook Frequentiemodulatie
- Phase-shift keying (PSK), zie Fasemodulatie

RTTY kan ook gezien worden als een simpele vorm van pulscodemodulatie.

## Aanverwante vormen

### Choppen
Een veelgebruikte techniek die een AM-signaal maakt van een LF-spanning is het zogenaamde choppen. Een simpele chopper verbindt periodiek zijn uitgang beurtelings met nul, en het te meten signaal. Het resultaat is een pulstrein, met als frequentie de schakelfrequentie, en als topwaarde de te meten spanning. Na verwijdering van de gelijkspanningscomponent is de gemeten waarde dus beschikbaar als de amplitude van een -min of meer- hoogfrequent signaal. Dit signaal is veel eenvoudiger accuraat te versterken en bewerken dan een gelijkspanningssignaal.

### Mengen
Een aan AM gerelateerde signaalbehandeling, is het mengen (Eng. mixing). Bij het mengen worden twee sinusvormige sigalen met elkaar vermenigvuldigd, en komen de draaggolf en het ingangssignaal dus - in het ideale geval - niet in het uitgangssignaal voor. Een dergelijke vermenigvuldiger noemt men een mixer.
Een ideale mixer geeft als uitgangssignaal:
{\displaystyle v(t)={{AB} \over 2}\cos(\alpha -\beta )+{{AB} \over 2}\cos(\alpha +\beta )}
Met A en B de respectievelijke amplituden van de ingangssignalen en {\displaystyle \alpha } {\displaystyle \beta } hun respectievelijke argumenten.
Mixers vinden hun toepassing in hoogfrequentapparatuur als televisies, radio's en telefoons.